# Roland Charles Wagner

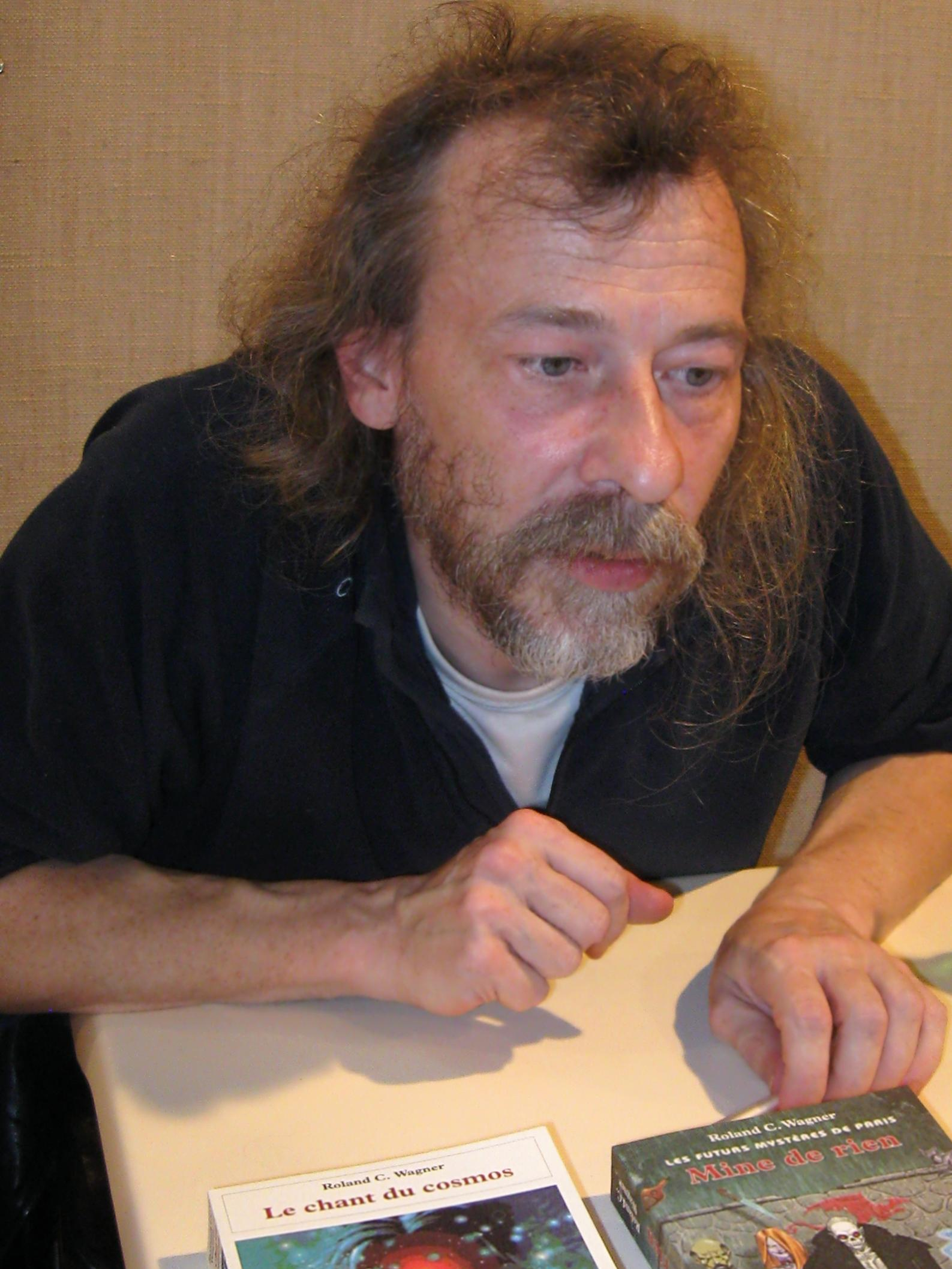
Roland C. Wagner en 2010.

Roland Charles Wagner (6 de septiembre de 1960 - 5 de agosto de 2012) fue un escritor francés de ciencia ficción humorística. Desde su debut profesional en 1981, había escrito un centenar de novelas cortas y alrededor de cincuenta novelas. Él era el único escritor que ha recibido el Gran Premio de Rosny-Aîné en seis ocasiones, así como muchos otros premios.
Les Futurs Mystères de Paris, cuenta con un "transparente" (no exactamente invisible) detective privado. A partir de La Balle du néant, este ciclo cuenta con nueve títulos (hasta Mine de rien de 2006) dentro de un conjunto más amplio, incluyendo Le Chant du cosmos, un futuro lejano cuento que describe un juego mental inspirado en Go.
La Saison de la sorcière de 2003 se lleva a cabo en Francia con la policía de seguridad de muy alto nivel, que es invadida por los Estados Unidos. La novela recibió el Premio Bob Morane y el Premio Rosny-Ainé en el año 2004. Le Temps du voyage de 2005 es una space opera en el estado de ánimo de Jack Vance.
También escribió una biografía de una historia alternativa sobre H. P. Lovecraft con el título de HPL (1890-1991) que se ha traducido en inglés, y varios pastiches de famosos autores de ciencia ficción. Por ejemplo, sus Tres Leyes de la Sexualidad Robótica parodian las historias de robots de Isaac Asimov.
Él también escribió letras de canciones para bandas de rock, y es miembro del grupo punk ácido Brain Damage, activo desde 1977.
Roland Wagner había escrito bajo seudónimos múltiples, incluyendo a Richard Wolfram, Henriette de la Sarthe, Paul Geron y Red Deff.
Wagner nació en Bab El Oued, Argelia. Falleció en un accidente automovilístico el 5 de agosto de 2012.